# غولدن لوزيرن
غولدن لوزيرن كان عملة كانتون لوزيرن السويسري حتى عام 1798. قسم إلى 40 شلنغ وكل منها 3 رابن أو 6 أنغستر. صدرت القطع المعدنية أيضًا بفئة كرويتزر وباتزن. استبدل بالفرنك السويسري في عهد الجمهورية الهلفتيكية في عام 1798. استبدل الأخير بفرنك لوزيرن.

## القطع المعدنية
في أواخر القرن الثامن عشر، صدرت القطع النحاسية من فئة 1 أنغستر و1 رابن وبيلون من 1 شلنغ و½ و1 باتزن. صدرت القطع الفضية بفئات 5 و10 شلنغ و20 و40 كرويتزر و20 و40 باتزن.